# Aleksandr Stiecenko
Aleksandr Gieorgijewicz Stiecenko (ros. Александр Георгиевич Стеценко, ur. 1902, zm. ?) – radziecki dyplomata.
Członek SDPRR(b), od 1944 pracował w Ludowym Komisariacie Spraw Zagranicznych ZSRR, 1946-1947 radca Ambasady ZSRR w W. Brytanii. Od 1948 do lutego 1950 zastępca kierownika Wydziału ds. ONZ Ministerstwa Spraw Zagranicznych ZSRR, od 13 lutego 1950 do 20 stycznia 1956 ambasador nadzwyczajny i pełnomocny ZSRR w Pakistanie, od stycznia 1956 do 1959 zastępca sekretarza wykonawczego Europejskiej Komisji Ekonomicznej w Genewie.